# East Midlands Railway
East Midlands Railway (EMR) is een Britse spoorwegonderneming die verantwoordelijk is voor het treinverkeer in delen van Engeland. De spoorwegonderneming bestaat sinds 2019 en wordt sinds 2023 gesubsidieerd door Transport UK Group.
In 2017 werd bekend dat er drie bieders waren voor de spoorwegonderneming. Op dat moment verzorgde East Midlands Trains (gesubsidieerd door Stagecoach nog het treinverkeer, maar diens contract zou aflopen per 4 maart 2018. East Midlands Railway maakte pas in 2018 bekend ook mee te willen doen. Uiteindelijk won EMR, gesubsidieerd door Abellio (een dochteronderneming van de Nederlandse Spoorwegen), de concessie. Het kreeg een contract voor acht jaar. In 2022 werd een nieuw contract voor acht jaar getekend. Hiermee kan EMR tot 2030 het treinverkeer blijven verzorgen. Op 28 februari vond er een management buyout plaats. Sindsdien is Transport UK Group aandeelhouder. 

Spoorkaart van EMR